# Neocypholaelaps novahollandiae
Neocypholaelaps novahollandiae är en spindeldjursart som beskrevs av Evans 1961. Neocypholaelaps novahollandiae ingår i släktet Neocypholaelaps och familjen Ameroseiidae. Inga underarter finns listade i Catalogue of Life.